# Kvaga
Kvaga (znanstveno ime Equus quagga quagga) je izumrla podvrsta zebre, ki je živela v Južni Afriki.

## Opis
Znanstveniki domnevajo, da je kvaga v dolžino merila okoli 257 cm, v višino pa 125-135 cm. Imela je edinstven kožuh med kopitarji, saj je imela sprednji del telesa podoben zebri, zadnji del pa konju.  Na glavi in vratu je imela rjave in bele črte, rjav hrbet ter bel trebuh, rep in noge.